# 田辺市立鮎川小学校
田辺市立鮎川小学校（たなべしりつ あゆかわしょうがっこう）は、和歌山県田辺市にある市立小学校。

## 概要
田辺市にある市立小学校の一校である。2021年現在、旧大塔村区域にある唯一の小学校である。

## 沿革

### 略歴
かつて、旧大塔村には、当校のほか、三川第一小学校、三川第二小学校、下川小学校、平瀬小学校、上野小学校、富里小学校などが存在したが、過疎化に伴う児童の減少により、2005年の田辺市発足時には、当校と三川小学校、富里小学校の3校に集約された。その後、さらに統廃合が進み、当校のみとなった。

### 年表
- 2005年5月1日 - 大塔村が市町村合併により田辺市の一地域となる。それにより、田辺市立鮎川小学校に改称
- 2015年4月1日 - 田辺市立三川小学校を統合[3][4]
- 2018年4月1日 - 田辺市立富里小学校を統合[5]

## 学校行事
| - 4月 始業式・入学式 - 5月 - 6月 | - 7月 終業式 - 8月 - 9月 始業式 | - 10月 - 11月 - 12月 終業式 | - 1月 始業式 - 2月 - 3月 終業式・卒業式 |

## 通学区域
- 田辺市[6]
  - 鮎川、深谷、小谷、竹ノ平、西大谷、向山、合川、下露、佐田、仲之俣、谷ノ口、面川、串、九川、長瀬、熊野、東伏菟野、木守、五味、原、古屋、平瀬、和田、下川上及び下川下の区域

## 進学先中学校
- 田辺市立大塔中学校[6]

## 交通
- 明光バス 熊野線/熊野古道線 鮎川新橋下車
- 龍神自動車 熊野本宮線(紀伊田辺駅-湯峰温泉) 鮎川新橋下車